# Lee Jae-sung
Lee Jae-sung (hangul: 이재성), född 10 augusti 1992 i Ulsan, är en sydkoreansk fotbollsspelare. Han spelar för tyska Mainz 05 och för Sydkoreas landslag.